# クロス・マーケティング
株式会社クロス・マーケティング（Cross Marketing Inc.）は、マーケティング・リサーチ事業やマーケティング・リサーチに関わるコンサルテーションを行う日本の企業。
東京都新宿区に本社を置く。グループ親会社のクロス・マーケティンググループは東証プライム市場に上場している。

## 概要
インターネットを用いたリサーチ事業を目的として、2003年4月に設立。順調に売り上げを伸ばし、2008年10月に会社設立から5年半で東証マザーズに上場。
その後、インターネットリサーチに加え、グループインタビュー（FGI）や会場調査（CLT）といった対面による定性・定量リサーチサービスを拡充し、多様な顧客ニーズに対応できる体制を整えた。2011年からは、リサーチ事業で培ったノウハウを活かし、システム開発などのITソリューション事業を開始。2012年には初の海外拠点として上海に現地法人を開設し、グローバル展開を本格化させた。
2013年6月には、株式移転により持株会社の株式会社クロス・マーケティンググループを設立。同社がクロス・マーケティングに代わり東京証券取引所マザーズ市場に上場。事業拡大と組織再編を進め、2018年には東京証券取引所市場第一部（現 プライム市場）へ上場市場を変更した。
株式会社クロス・マーケティングは、株式会社クロス・マーケティンググループが保有するリサーチ機能の根幹に位置し、生活者理解のためのマーケティング・リサーチ領域と、生活者データの効率的な収集・活用を推進するデータマーケティング領域を幅広く支援。その基盤となるのは、1,200万人を超える大規模なパネルネットワーク。このパネルを活用することで、多様な属性を持つ生活者からのデータを効果的に収集・分析し、企業の様々なマーケティングニーズに対応するソリューションを提供している。
さらに、世界85か国以上エリアへのアンケートも可能で、海外市場におけるマーケティングリサーチのニーズにも対応できる体制を整えている。
提供するサービスは多岐にわたり、戦略立案の基礎となる市場調査から、具体的な施策の効果検証まで、ネットリサーチ、オフライン調査（グループインタビュー、会場調査など）、定量調査、定性調査といった多様な手法を組み合わせ、顧客の課題解決を総合的に支援している。

## 沿革
- 2003年
  - 4月 - インターネットを用いたリサーチ事業を目的として、東京都渋谷区において株式会社クロス・マーケティングを設立（資本金1,000万円）[5]
  - 10月 - 株式会社アクシブドットコム（現・株式会社VOYAGE GROUP）と業務提携
- 2004年
  - 1月 - 本社を東京都中央区銀座に移転
  - 9月 - プライバシーマーク認定事業者に認定[6]
- 2006年
  - 3月 - 簡易集計アプリケーション「REAL CROSS （現Cross Finder2）」 を提供開始
  - 5月 - アクシブドットコムとの業務提携を発展的に解消し、新たに株式会社ECナビ（現・VOYAGE GROUP）及びその子会社株式会社リサーチパネルと資本提携、業務提携
- 2008年
  - 9月 - 株式会社クレディセゾンおよび株式会社リサーチパネルと提携、インターネットリサーチサービス「永久不滅リサーチ」提供開始
  - 10月 - 東京証券取引所マザーズ市場に株式を上場
- 2009年
  - 5月 - 株式会社リサーチアンドサーベイがグループ会社に[7]なり、オフライン調査が本格スタート
  - 5月 - 一般社団法人日本マーケティング・リサーチ協会（JMRA）に加盟
- 2011年
  - 1月 - 株式会社クロス・マーケティング 西日本営業所開設
- 2012年
  - 5月 - 中国に現地法人「酷络司商务咨询(上海)有限公司（現Kadence China Inc.）」を設立
- 2013年
  - 6月 - 株式移転により持株会社の株式会社クロス・マーケティンググループを設立。同社がクロス・マーケティングに代わり東京証券取引所マザーズ市場に上場[8]
  - 11月 - 株式会社クロス・マーケティンググループが株式会社ユーティルを連結子会社化[9]
- 2014年
  - 5月 - 本社を東京都新宿区西新宿の東京オペラシティタワーに移転
  - 11月 - 株式会社クロス・マーケティンググループがKadence International Business Research Pte.Ltd.（シンガポール）の株式取得
- 2015年
  - 2月 - 株式会社クロス・マーケティンググループが株式会社リサーチ・アンド・デイベロプメントを連結子会社化[10]
  - 10月 - 株式会社クロス・マーケティンググループがタイに現地法人Cross Marketing（Thailand）Co., Ltd（現 Kadence International (Thailand) Co., Ltd. ）を設立
  - 11月 - 株式会社クロス・マーケティンググループがJupiter MR Solutions Co., LTD（タイ）を子会社化
- 2017年
  - 7月 - セルフアンケートツール「QiQUMO」提供開始
- 2018年
  - 3月 - 株式会社クロス・マーケティンググループが東京証券取引所市場第一部へ上場市場変更
  - 3月 - インスタグラムマーケティングのタグピク社と業務提携[11]
  - 8月 - 株式会社クロス・マーケティング 名古屋営業所開設
  - 9月 - 外国人就労サイト運営ＹＯＬＯＪＡＰＡＮ社と業務提携 在日外国人マーケティングリサーチサービスを拡充
- 2019年
  - 1月 - SNSやオンライン上のクチコミ分析サービス 「Social Cross」を提供開始
  - 2月 - 性格パターン分析のディグラム・ラボ社と業務提携
- 2020年
  - 2月 - 企業のビッグデータ活用に向けたCRM 分析支援サービス「カスタマージャーニー型データ分析」の提供開始
  - 2月 - コンテンツマーケティングのための戦略策定支援サービス 「データストーリーボード」の提供開始
  - 8月 - アジャイル型UXリサーチサービス「Cross-UX」開始 デジタル上の顧客体験価値の向上を支援～クロス・マーケティングとポップインサイト共同提供～
  - 10月 - 株式会社クロス・マーケティング、株式会社リサーチ・アンド・ディベロプメントとの合併を完了
- 2021年
  - 6月 - LINE株式会社が提供するLINEリサーチのオフィシャルパートナーに認定[12]
  - 12月 - 顧客志向のCRM活動を実現する カスタマーサクセスBI『CrossData』の提供開始
- 2022年
  - 3月 - 株式会社クロス・マーケティング、株式会社ショッパーズアイとの合併を完了

## 事業内容
クロス・マーケティングは、クロス・マーケティンググループが保有するリサーチ機能の根幹に位置し、生活者理解のためのマーケティングリサーチ領域と、生活者データの効率的な収集・活用を推進するデータマーケティング領域を幅広く支援している。
- マーケティングリサーチ事業
  - ネットリサーチ: 約1,285万人のパネル（2025年2月現在）を活用し、インターネット上でアンケート調査を実施。迅速なデータ回収と柔軟な調査設計が可能。グローバル領域に強みをもつグループ企業・ネットワークも保有しており、世界各国の調査をワンストップで対応。セルフ型アンケートツールの「QiQUMO（キクモ）」も提供している。
  - オフラインリサーチ: グループインタビュー、デプスインタビュー、会場調査（CLT）、ホームユーステスト（HUT）など様々な調査を実施している。都内3箇所に専用の調査ルームを保有し、調理可能なCLTルームも完備。乳幼児からシニア層まで、年間40,000名以上のリクルーティング実績がある。

- データマーケティング事業
  - 顧客の行動データと意識データを組み合わせることで、効率的なデータ収集と分析を行い、顧客インサイトを解明する。BI（ビジネスインテリジェンス）ツールの活用支援やジャーニーデータ分析なども提供している。

## 関係会社
- 株式会社メタサイト
- 株式会社メディリード
- 株式会社ウィズワーク
- エンバイロセルジャパン株式会社
- 株式会社エクスクリエ
- 株式会社パスクリエ
- 株式会社クロス・コミュニケーション
- 株式会社オルタナエクス
- 株式会社クリエイティブリソースインスティチュート
- 株式会社トキオ・ゲッツ
- 株式会社トラフィックス
- 株式会社REECH
- 株式会社クロス・プロップワークス
- ノフレ食品株式会社
- 株式会社MDIU
- Kadence International Business Research Pte.Ltd.
- Kadence International (Thailand) Co., Ltd.
- Kadence International Inc. CHINA
- 株式会社クロスベンチャーズ